# The Digital 9
The Digital 9 oder D9 (früher Digital 5 oder Digital 7) ist ein kollaboratives Netzwerk weltweit führender Regierungen im E-Government mit dem gemeinsamen Ziel, digitale Technologien zur Verbesserung des Lebens der Bürger zu nutzen. Durch internationale Zusammenarbeit zielt die D9 darauf ab, herauszufinden, wie digitale Behörden den Bürgern den größtmöglichen Nutzen bringen können. Die Mitglieder tauschen dafür digitale Praktiken aus, arbeiten zusammen, um gemeinsame Probleme zu lösen, Verbesserungen an digitalen Diensten zu identifizieren und die wachsende digitale Wirtschaft zu unterstützen. Die D9 verkörpert ein minilaterales Engagement, bei dem kleine Gruppen von Staaten in spezifischen Themen mit globaler Wirkung zusammenarbeiten.

## Mitglieder
Estland, Israel, Neuseeland, Südkorea und das Vereinigte Königreich sind die Gründungsmitglieder der D5. Im Februar 2018 schlossen sich Kanada und Uruguay der Gruppe zur D7 an. Im November 2018 schlossen sich Mexiko und Portugal zur D9 zusammen.